# Taalrechtvaardigheid
Taalrechtvaardigheid is een interdiciplinair onderzoeksdomein dat bestaat uit vakgebieden als politieke filosofie, economie, sociolinguïstiek, interlinguïstiek, esperantologie, taalrechten en taalonderwijs. Hoewel een aantal onderzoekstheorieën geïnteresseerd zijn in de ondersteuning van taaldiversiteit, geven anderen meer aandacht aan andere kwesties, zoals gelijkheid van kansen.

## Diverse interpretaties
Met betrekking tot de politieke filosofie (of normatieve politieke theorie), zijn de twee belangrijkste scholen de multiculturele samenleving, met auteurs zoals Will Kymlicka enerzijds en het liberalisme dat zich verzet tegen te veel staatsinterventie om een de facto gelijkheid van burgers te realiseren, met auteurs zoals Philippe Van Parijs anderzijds.
Elk van hen begrijpt het concept van taalrechtvaardigheid op een andere manier. In het algemeen zijn de multiculturalisten degenen die de taalkundige rechten van minderheden verdedigen, terwijl anderen zoals de volgelingen van John Rawls, een gemeenschappelijke taal verdedigen of gelijke sociaal-economische kansen voor alle leden van dezelfde politieke gemeenschap.
Aan de andere kant bekritiseren sociolinguïsten de politieke filosofen omdat ze geneigd zijn te denken dat de wereld verdeeld is in homogene gemeenschappen gevormd door eentalige individuen terwijl in werkelijkheid de gevallen waarin dit gebeurt eerder uitzonderlijk zijn. Deze auteurs introduceren concepten zoals taalkundige genocide of taalimperialisme en zijn meestal voorstander van het verdedigen van het voortbestaan van alle talen van de planeet. Robert Phillipson en Tove Skutnabb-Kangas zouden de meest opvallende exponenten zijn. In het interdisciplinaire debat over taalrechtvaardigheid zijn ook economen, ecolinguïsten, interlinguïsten, pedagogen of onderzoekers van talenrechten zoals Fernand de Varennes betrokken, evenals vredesonderzoekers en experten op het vlak van conflictbemiddeling.

## Taalstrijd en taalrechtvaardigheid
Vanuit de discipline van de conflictbemiddeling kunnen linguïstische conflicten worden begrepen als de taaldimensie van sociaal-politieke conflicten. Vanuit dit perspectief hebben deskundigen op het gebied van taalrechten, zoals Fernand de Varennes, erop gewezen dat taalkundige vrede onontbeerlijk is voor het vermijden van conflicten. Andere auteurs hebben ook aangevoerd dat slecht beheer van meertaligheid een van de oorzaken kan zijn van het ontstaan van conflicten die verband houden met taalkundige onrechtvaardigheden. Zelfs in situaties van gewapende strijd, zoals in het geval van het Israëlisch-Palestijns conflict, is de taaldimensie geïdentificeerd als een van de nodige sleutels om het conflict te begrijpen.